# Liste des artistes francophones ayant vendu le plus de disques
Cette page répertorie les artistes francophones ayant vendu le plus de disques dans le monde.

## Ventes certifiées
Les chiffres de ventes de disques sont souvent sujets à controverses : en effet, il arrive que certaines maisons de disques gonflent largement les chiffres de certains artistes, afin de les valoriser ou d’amplifier leur succès,,. À titre d’exemple, Tino Rossi est parfois décrit comme le plus gros vendeur de disques français avec des ventes annoncées à plusieurs centaines de millions, alors qu’il n’a jamais été classé à l’étranger,,,, et que ses ventes réelles sont estimées à 10 millions en France.
C'est pourquoi, afin de limiter les chiffres gonflés, la liste ci-dessous est basée sur les ventes ayant été certifiées par des organismes officiels, et non sur les ventes annoncées par les médias ou les maisons de disques.